# Ministero della salute (Brasile)
Il Ministero della salute (in portoghese: Ministério da Saúde) è un dicastero del Governo federale brasiliano deputato all'amministrazione del sistema sanitario unitario.
L'attuale ministro è Marcelo Queiroga, in carica dal 29 marzo 2021.

## Lista dei ministri
- Antônio Balbino (6 agosto 1953 - 22 dicembre 1953)
- Miguel Couto Filho (23 dicembre 1953 - 2 giugno 1954)
- Mário Pinotti (3 giugno 1954 - 4 settembre 1954)
- Aramis Taborda de Athayde (5 settembre 1954 - 20 novembre 1955)
- Maurício Campos de Medeiros (20 novembre 1955 - 2 luglio 1958)
- Mário Pinotti (3 luglio 1958 - 31 luglio 1960)
- Pedro Paulo Penido (1º agosto 1960 - 31 dicembre 1960)
- Armando Falcão (1º gennaio 1961 - 2 febbraio 1961)
- Edward Cattete Pinheiro (3 febbraio 1961 - 22 agosto 1961)
- Estácio Gonçalves Souto Maior (25 agosto 1961 - 19 giugno 1962)
- Manuel Cordeiro Vilaça (20 giugno 1962 - 30 agosto 1962)
- Eliseu Paglioli (18 settembre 1962 - 18 marzo 1963)
- Paulo Pinheiro Chagas (19 marzo 1963 - 16 giugno 1963)
- Wilson Fadul (17 giugno 1963 - 4 aprile 1964)
- Vasco Leitão da Cunha (4 aprile 1964 - 15 aprile 1964)
- Raimundo de Moura Britto (15 aprile 1964 - 15 marzo 1967)
- Leonel Tavares Miranda de Albuquerque (15 marzo 1967 - 29 ottobre 1969)
- Francisco de Paula da Rocha Lagoa (30 ottobre 1969 - 18 giugno 1972)
- Mário Machado de Lemos (19 giugno 1972 - 14 marzo 1974)
- Paulo de Almeida Machado (15 marzo 1974 - 14 marzo 1979)
- Mário Augusto Jorge de Castro Lima (15 marzo 1979 - 29 ottobre 1979)
- Waldyr Arcoverde (30 ottobre 1979 - 14 marzo 1985)
- Carlos Corrêa de Menezes Sant'anna (15 marzo 1985 - 13 febbraio 1986)
- Roberto Figueira Santos (14 febbraio 1986 - 23 novembre 1987)
- Luiz Carlos Borges da Silveira (23 novembre 1987 - 15 gennaio 1989)
- Seigo Tsuzuki (16 gennaio 1989 - 14 marzo 1990)
- Alceni Guerra (15 marzo 1990 - 23 gennaio 1992)
- José Goldemberg (24 gennaio 1992 - 12 febbraio 1992)
- Adib Jatene (12 febbraio 1992 - 2 ottobre 1992)
- Jamil Haddad (8 ottobre 1992 - 18 agosto 1993)
- Saulo Moreira (19 agosto 1993 - 30 agosto 1993)
- Henrique Santillo (30 agosto 1993 - 1º gennaio 1995)
- Adib Jatene (1º gennaio 1995 - 6 novembre 1996)
- José Carlos Seixas (6 novembre 1996 - 13 dicembre 1996)
- Carlos Albuquerque (13 dicembre 1996 - 31 marzo 1998)
- José Serra (31 marzo 1998 - 20 febbraio 2002)
- Barjas Negri (21 febbraio 2002 - 1º gennaio 2003)
- Humberto Costa (1º gennaio 2003 - 8 luglio 2005)
- José Saraiva Felipe (8 luglio 2005 - 31 marzo 2006)
- Agenor Álvares (31 marzo 2006 - 16 marzo 2007)
- José Gomes Temporão (16 marzo 2007 - 31 dicembre 2010)
- Alexandre Padilha (1º gennaio 2011 - 2 febbraio 2014)
- Arthur Chioro (3 febbraio 2014 - 2 ottobre 2015)
- Marcelo Castro (2 ottobre 2015 - 27 aprile 2016)
- Agenor Álvares (27 aprile 2016 - 12 maggio 2016)
- Ricardo Barros (12 maggio 2016 - 1º aprile 2018)
- Gilberto Occhi (2 aprile 2018 - 31 dicembre 2018)
- Luiz Henrique Mandetta (1º gennaio 2019 - 16 aprile 2020)
- Nelson Teich (17 aprile 2020 - 15 maggio 2020)
- Eduardo Pazuello (15 maggio 2020 - 29 marzo 2021)
- Marcelo Queiroga (dal 29 marzo 2021)